# 蘭格拉本河 (梅克倫堡-前波美拉尼亞州)
53°40′7.3″N 13°52′13.3″E / 53.668694°N 13.870361°E

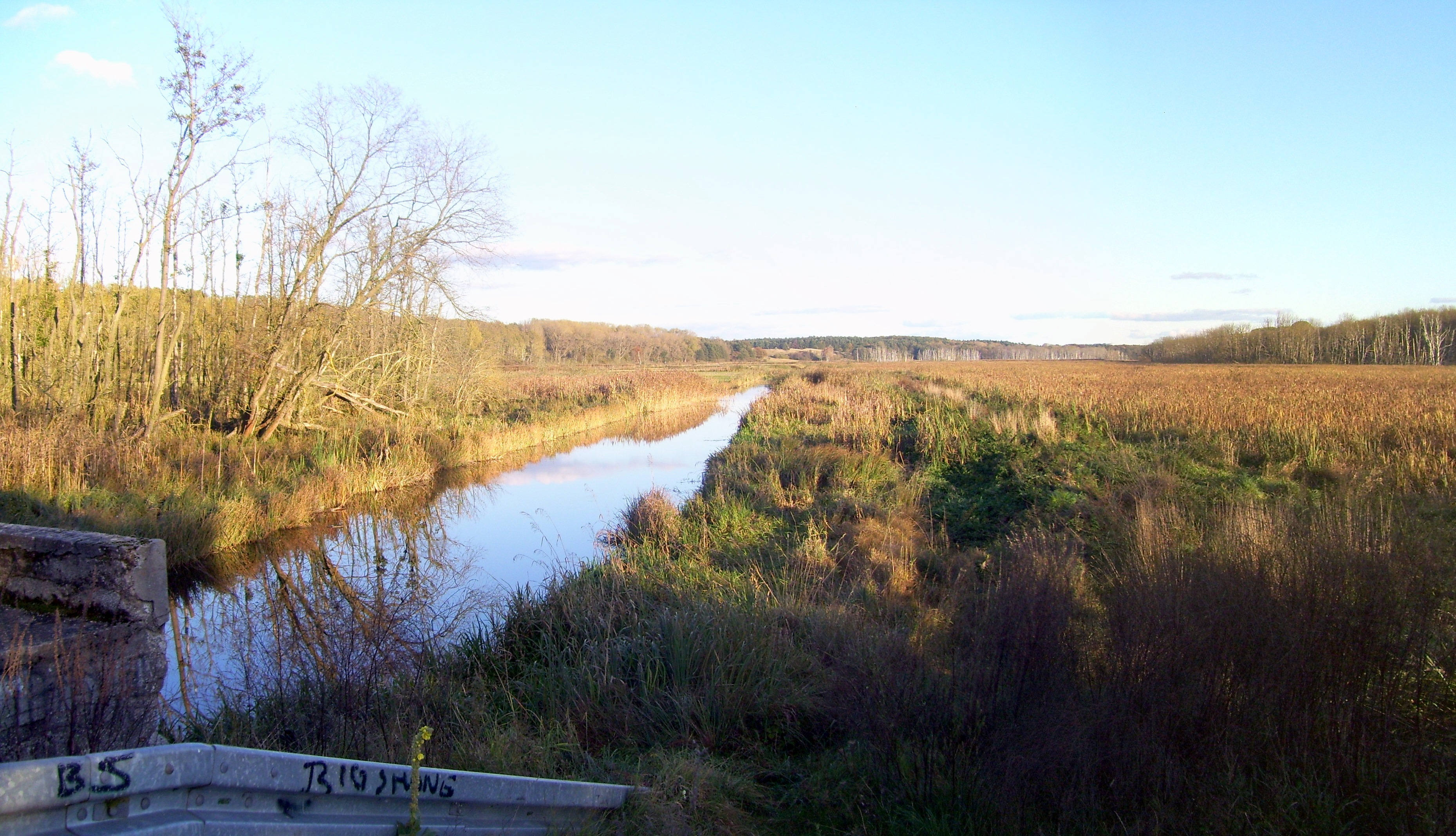

蘭格拉本河（德語：Landgraben），是德國的河流，位於該國東北部，由梅克倫堡-前波美拉尼亞州負責管轄，該河流屬於托倫瑟河的支流，河道全長33公里。